# Щипачкин, Александр Иванович
Александр Иванович Щипачкин (27 мая 1924, Медынцево, Кирилловский сельсовет — 5 декабря 1995, Печора, Республика Коми) — гвардии сержант 95-й отдельной гвардейской разведывательной роты 93-й гвардейской стрелковой дивизии 7-й гвардейской армии 2-го Украинского фронта. Полный кавалер ордена Славы.

## Биография
Родился 27 мая 1924 года в селе Медынцево (ныне — Арзамасского района Нижегородской губернии) в семье крестьянина. Русский. Окончил 7 классов. Работал электрослесарем в банно-прачечном комбинате города Горький.
В августе 1942 года призван в Красную Армию Автозаводским райвоенкоматом города Горького. Участник Великой Отечественной войны с мая 1943 года. Воевал на Степном и 2-м Украинском фронтах. Боевой путь начал в составе 121-го отдельного противотанкового батальона 69-й армии. Позднее был зачислен разведчиком 95-й отдельной гвардейской разведывательной роты. В составе этой части прошел до Победы.
Стрелок-разведчик 95-й отдельной гвардейской разведывательной роты гвардии младший сержант Александр Щипачкин в ночном поиске 11 июня 1944 года в районе населенного пункта Буцулуку взял «языка», сообщившего ценные сведения. Приказом командира 93-й гвардейской стрелковой дивизии от 19 июля 1944 года за образцовое выполнение заданий награждён орденом Славы 3-й степени.
29 августа 1944 года в районе населенных пунктов Войнешти и Мироши в составе разведывательной группы уничтожил расчет пулемета, пленил четверых пехотинцев.
Приказом по войскам 27-й армии от 13 октября 1944 года за образцовое выполнение заданий командования в боях с немецко-фашистскими захватчиками гвардии младший сержант Щипачкин Александр Иванович награждён орденом Славы 2-й степени.
В ночь на 5 марта 1945 года в районе населенного пункта Кална сержант того же полка, дивизии Александр Щипачкин с группой разведчиков проник в расположение противника и захватил «языка», который сообщил ценные сведения. Указом Президиума Верховного Совета СССР от 15 мая 1946 года за образцовое выполнение заданий командования в боях с немецко-фашистскими захватчиками гвардии сержант Щипачкин Александр Иванович награждён орденом Славы 1-й степени. Стал полным кавалером ордена Славы.
В 1948 году демобилизован из рядов Советской Армии в звании старшины.
Первое время жил и работал на острове Сахалин, потом вернулся на родину. Окончил орожный техникум в городе Горький. В 1975 году по направлению уехал работать в Коми АССР, в Печорлесстрой. Работал крановщиком на нижнем складе Кожвинского леспромхоза, жил с 1964 года в поселке Каджером. В 1975 году переехал в город Печору. Работал крановщиком в снабженческой организации. Неоднократно избирался депутатом Печорского горсовета.
Жил в городе Печора Республики Коми. Скончался 5 декабря 1995 года.
Награждён орденами Отечественной войны 1-й и 2-й степени, Красной Звезды, Славы 1-й, 2-й и 3-й степеней, медалями.
Его именем названа улица в городе Печора. На доме, где он жил, установлена мемориальная доска.